# Seleukos III.

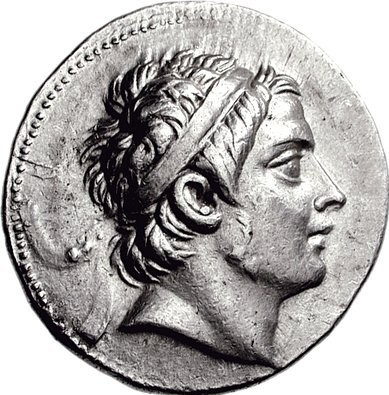
Tetradrachme mit Portrait des Seleukos III.

Seleukos III. Keraunos (altgriechisch Σέλευκος Κεραυνός, Séleukos Keraunós), später auch Soter (altgriechisch Σωτήρ, Sōtḗr; * 244 oder 243 v. Chr.; † 223 v. Chr. in Phrygien) war der älteste Sohn Seleukos’ II. Kallinikos und der Laodike und für wenige Jahre, von 226/25 bis 223 v. Chr., König im Seleukidenreich. Seine Beinamen bedeuten „Donnerschlag“ und „Retter“, sein Geburtsname war Alexander. 225 v. Chr. wurde er Nachfolger seines Vaters Seleukos II. als König des Seleukidenreiches, nachdem sich dieser bei einem Sturz vom Pferde tödlich verletzt hatte. 223 v. Chr. wurde er in Kleinasien von Höflingen während eines Feldzugs gegen Attalos I. von Pergamon ermordet. Ihm folgte sein Bruder Antiochos als König nach.

## Biographie
Seleukos III. wurde in den Jahren 243 oder 244 v. Chr. unter dem Namen Alexandros als Sohn des Seleukos II. und der Laodike geboren. Nach dem Tod seines Vaters 226/25 v. Chr. bestieg er den seleukidischen Thron und nahm den Herrschernamen Seleukos an. Von seinen Soldaten erhielt er den Beinamen Keraunos. Nach seiner Thronbesteigung begann er unverzüglich mit militärischen Vorbereitungen zur Rückeroberung der kleinasiatischen Besitzungen, die sich 240 v. Chr. unter Antiochos Hierax vom Reich losgesagt und später von Attalos I. Pergamon einverleibt worden waren.
Die Strategie, zunächst Feldherren über den Tauros vorauszusenden, wird aus pergamenischen Inschriften erschlossen, die zwei Siege des Königs Attalos I. über Strategen (στρατηγοί) des Seleukos feiern. Der Name eines der besiegten Generäle des Seleukos scheint mit „Ε-“ begonnen zu haben und wurde in der älteren Forschung teils als identisch mit dem bei Polybios in anderen Zusammenhängen genannten Epigenes betrachtet, welcher später einer Intrige des Reichsverwesers Hermeias zum Opfer fiel. Diese Auffassung gilt jedoch aus verschiedenen Gründen als widerlegt. Ein weiterer Feldherr könnte der Onkel des Königs, Andromachos, gewesen sein. Eine Gefangennahme durch Attalos und ein anschließendes Verbringen zu den attelidischen Verbündeten nach Alexandreia würde jedenfalls erklären, weswegen er später dort interniert war. Im Zuge dieser Feldzüge kam es möglicherweise zu Bündnissen mit lokalen Dynasten.
Nachdem diese Kampagnen in Niederlagen geendet hatten, entschied sich Seleukos für ein persönliches Eingreifen. Im Jahre 223 v. Chr. ernannte er den Karer Hermeias zum Reichsverweser und begab sich mit einem starken Heer, unter dem Kommando seines Verwandten Achaios, über den Tauros. Doch noch bevor es zur entscheidenden Schlacht mit Attalos kam, geriet Seleukos in Phrygien in eine äußerst prekäre Lage. Aufgrund seiner Mittellosigkeit, politischen Schwäche und militärischen Unfähigkeit vermochte er es nicht, das Heer in Disziplin zu halten und fiel im Sommer 223 v. Chr. einer Verschwörung des Galaters Apaturios sowie des Nikanor zum Opfer. Die Dauer seiner Regierungszeit betrug nach Appian zwei Jahre, während die eusebianische Überlieferung drei Jahre angibt. Nach seinem Tod führte Epigenes größere Teile des Heeres nach Syrien zurück.
Der Kultname Σωτήρ findet sich weder auf den Münzen des Seleukos noch im Reichskult seines Bruders Antiochos III. Erst in der Zeit von dessen Sohn Seleukos IV. ist er nachweisbar. Seleukos III. starb kinderlos; die von Droysen auf der Grundlage von numismatischen Befunden und der Priesterliste von Seleukeia Pieria rekonstruierte Existenz eines Sohnes Antiochos ist durch spätere Forschungen widerlegt. Die Münzen des Seleukos zeigen, wie die seines Vaters, eine sehr begrenzte Bandbreite an Typen: sein eigenes Haupt, Apoll oder Artemis auf dem Avers, mit Apoll auf dem Revers.
Nach dem Tod des Seleukos III. wurde das Diadem zunächst seinem Verwandten Achaios angetragen, der sich das Vertrauen des Heeres durch die Ausschaltung der als verdächtig geltenden Höflinge gesichert hatte. Dieser lehnte jedoch die Königswürde zu diesem Zeitpunkt noch ab und ermöglichte so die Thronbesteigung des jüngeren Bruders des Verstorbenen, Antiochos. In Fortsetzung der von Seleukos III. begonnenen militärischen Unternehmung gelang Achaios daraufhin ein rascher Vormarsch in Kleinasien. Obgleich nach dem Tod des Seleukos ein beträchtlicher Teil des Heeres nach Syrien zurückbeordert worden war, vermochte es Achaios schließlich, Attalos in dessen Residenz Pergamon einzuschließen.